# 미 빗 띠엠
미 빗 띠엠(베트남어: mì vịt tiềm)은 베트남의 국수 요리이다. 양념에 재어 둔 오리고기를 구운 다음 물을 붓고 향신료를 넎어 삶아 육수를 내고, 삶은 국수 위에 데친 채소와 버섯, 잘 삶아진 오리고기를 올리고 국물을 부어 내는 음식이다.